# Базаршоланский сельский округ
Базаршоланский сельский округ — административно-территориальное образование в Акжаикском районе Западно-Казахстанской области.

## Административное устройство
1. село Базаршолан
2. село Есим
3. село Жаманкудук
4. село Баянтобе